# Cuticule (zoologie)
Pour les articles homonymes, voir cuticule.
La cuticule est la couche superficielle de certains animaux : les Cuticulés (cf. classification phylogénétique). Elle est résistante et imperméable, extracellulaire, sécrétée par les cellules de l’épiderme. Elle présente une partie externe (l'épicuticule) et une partie interne (la procuticule). L'épicuticule est trilaminée. De l’extérieur vers l’intérieur, on rencontre une couche de cément, une couche de cire, apportée par des canaux, et une couche complexe de cuticuline.
|  |

Au sein de certains taxons appartenant au groupe des cuticulés, la cuticule peut prendre une structure plus ou moins complexe.